# 罗卡什-杜沃加
罗卡什-杜沃加是葡萄牙阿威罗区的一个堂区。总面积15.71平方公里，总人口1977人，人口密度125.8人/平方公里。